# Kozi Klin

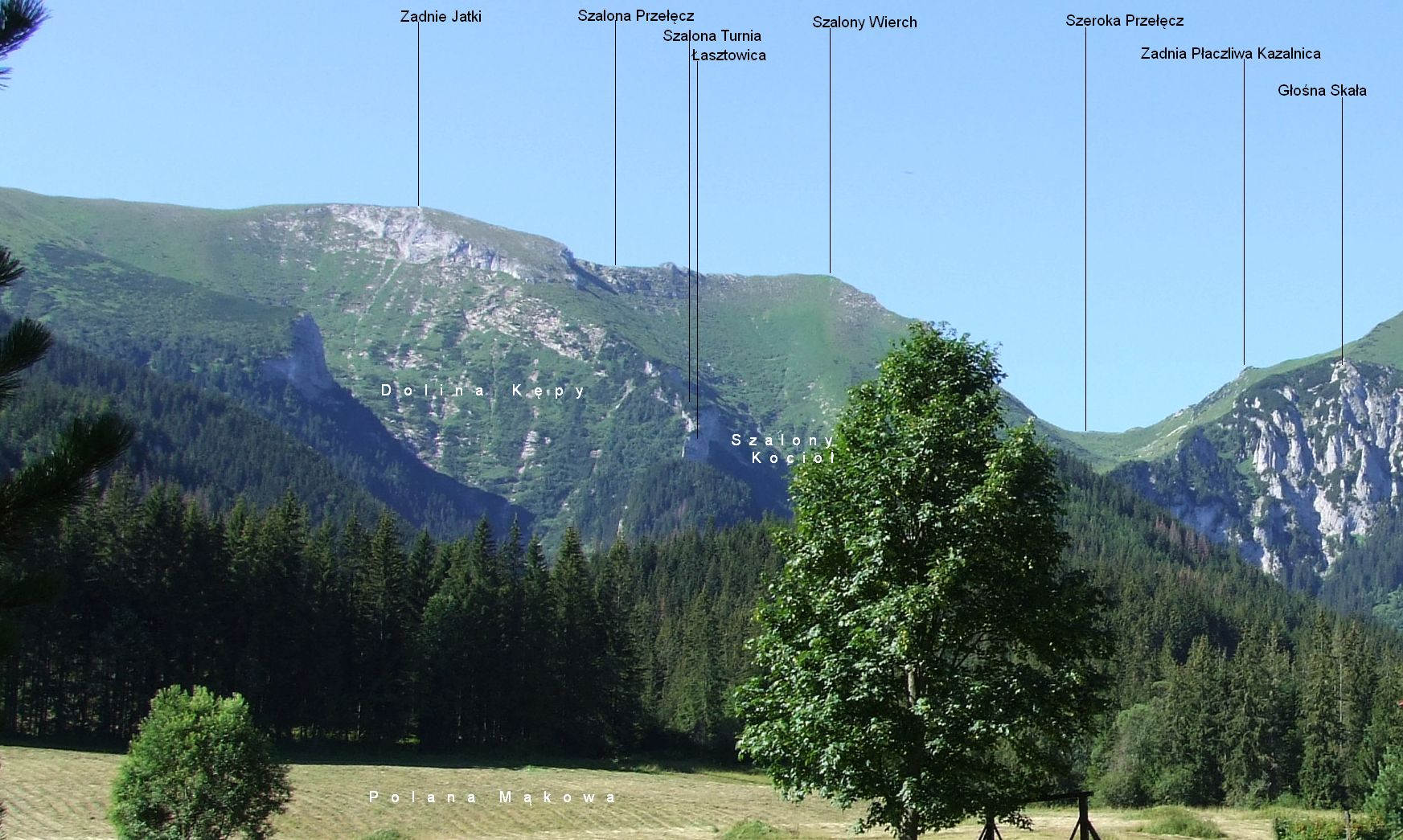
Kozi Klin poniżej szczytu Zadnich Jatek

Kozi Klin (słow. Kamzičí klín) – najwyższa część północnej grani głównego wierzchołka Zadnich Jatek na północnych stokach słowackich Tatr Bielskich. Oddziela Szalony Kocioł od najwyższej części Doliny Kępy.
Kozi Klin zbudowany jest ze skał węglanowych. Zaczyna się w grani głównej Tatr Bielskich około 30 m na zachód od głównego wierzchołka Zadnich Jatek. Najwyższa jego część jest trawiasta i mało stroma, ale jego boki do obydwu dolin opadają pionowymi ściankami, których wysokość dochodzi do 30 m, a szerokość u podstawy do 150 m. Poniżej tych ścianek boki grani na długości kilkuset metrów są mniej strome. Na wysokości około 1750 m znajduje się w niej grupa turniczek i okno skalne o wysokości około 4 m. Niżej grań zamienia się w konia skalnego. Jego grzbiet porasta kosodrzewina, a boczne, prawie pionowe ściany mają wysokość do 40 m. W grani konia znajduje się głęboko wcięta Szalona Szczerbina. Z wszystkich stron jest trudno dostępna.
We wschodnich, opadających do Doliny Kępy zboczach górnej części Koziego Klina znajduje się Kozia Jaskinia.
Najłatwiej wejść na Kozi Klin z grani głównej. Bez trudności można także z Szalonego Kotła. Ten obszar Tatr Bielskich znajduje się jednak na obszarze ochrony ścisłej TANAP-u. Nie prowadzi do niego żaden szlak turystyczny i obowiązuje zakaz wstępu.